# Гуанозиндифосфат
Гуанозиндифосфат (ГДФ) — це пуриновий нуклеозиддифосфат. До складу ГДФ входить моносахарид рибоза, до якого у положенні 1' приєднаний залишок азотистої основи гуаніну, а в 5' положенні — пірофосфатний залишок.
ГДФ може утворюватись в клітині із ГТФ внаслідок дефосфорилювання ферментами ГТФазами, зокрема такими як:
- Гетеротримерні G-білки та малі ГТФази родини Ras, що беруть участь у передачі сигналу;
- Фактори трансляції, що здійснюють гідроліз ГТФ під час ініціації, елонгації та термінації трансляції;
- Тубулін та гомологи тубуліну прокаріот, що є елементами цитоскелету;
- Моторні білки, такі як динамін.

Під час біосинтезу ГТФ, утворення ГДФ із ГМФ є проміжною стадією, цей процес здійснюється за участі ферменту нуклеозидмонофосфаткінази, яка переносить фосфатну групу із АТФ на ГМФ. Пізніше на новоутворений ГДФ діє фермент нуклеозиддифосфаткіназа, який також переносить фосфатну групу із АТФ, внаслідок чого утворюється ГТФ:
1. ГМФ + АТФ → ГДФ + АДФ; (нуклеозидмонофосфаткіназа)
2. ГДФ + АТФ → ГТФ + АДФ; (нуклеозиддифосфаткіназа)

ГДФ також перетворюється у ГТФ у п'ятій реакції циклу трикарбонових кислот (деацилування сукциніл-КоА) внаслідок процесу субстратного фосфорилювання.